# Fejokoo (crater)
Fejokoo este un crater de impact hexagonal pe planeta pitică Ceres. Ca toate craterele de pe Ceres, este numit după o zeitate agricolă; craterul este numit după zeitatea Igbo care a furnizat igname. Numele a fost aprobat oficial de Uniunea Astronomică Internațională (IAU) la 3 iulie 2015, la scurt timp după ce Dawn a intrat pe orbita lui Ceres. După el a fost numit Quadrunghiul Fejokoo.
Spre deosebire de craterele tipice, care au formă circulară sau eliptică, Fejokoo seamănă cu un hexagon echilateral și este cel mai mare crater poligonal de pe Ceres. Ca și în cazul majorității craterelor mari de pe Ceres, fundul lui Fejokoo este în general plat și delimitat de o margine foarte abruptă, cu pante de peste 45° în unele secțiuni. Fundul are aproximativ 5 kilometri adâncime; fundul este întrerupt în centrul lui Fejokoo de un vârf central de aproximativ 1 kilometru înălțime. Forma poligonală a lui Fejokoo provine probabil din procese eroziune, cum ar fi alunecările de teren de pe marginea craterului; sunt deosebit de afectate marginile de est și vest, conținând material de alunecare de teren terasat. Compoziția suprafeței lui Fejokoo este în general tipică pentru Ceres, deși dungi strălucitoare pe peretele său nordic și în apropierea vârfului său central par a fi îmbogățite în amoniac și hidroxizi.